# 威廉·埃拉德
威廉·托马斯·埃拉德（2006年4月4日—）是英国S14级（智力障碍）残疾人游泳运动员，曾在2024年巴黎残奥会男子200米自由泳、4×100米自由泳混合接力项目获得双料金牌，前者亦刷新世界纪录。

## 生平
埃拉德长在萨福克贝克尔斯入读圣菲利克斯学校并加入该校游泳俱乐部前，他在贝克尔斯翠鸟游泳俱乐部（Beccles Kingfishers Swimming Club）练泳。
2023年，埃拉德在英国世界系列赛夺得男子100米自由泳金牌，同年于曼彻斯特世锦赛获得三枚奖牌。次年巴黎残奥会，埃拉德于100米蝶泳项目获得亚军，又于200米自由泳项目以一秒之差刷新原由里斯·邓恩保持的世界纪录，夺得金牌。另于4×100米自由泳混合接力S14级比赛取得一金。有鉴于此，他于2025年新年授勋仪式获大英帝国员佐勋章。